# Гаструлација
Гаструлација је процес којим се од једнослојне бластуле образује прво двослојна, а затим и трослојна гаструла. После образовања бластуле долази до снажних покрета ћелијских маса којима се, први пут од почетка развића, мења лоптаст облик ембриона. Ти покрети ћелијских маса (морфогенетски покрети) доводе до образовања гаструле. Слојеви гаструле добијају назив клицини листићи и представљају основу од које ће настати сви органи како ембриона тако и одрасле јединке.

## Начини гаструлације
У зависности од врсте морфогенетских покрета, односно начина покретања ћелијских маса разликује се више начина гаструлације:
- инвагинација (увлачење слоја бластомера у бластоцел),
- инволуција (премештање слоја бластомера распоређивањем уз спољашњи слој),
- ингресија (појединачно „упадање“ бластомера у бластоцел),
- епиболија (обрастање једног слоја преко другог дељењем ћелија),
- деламинација (раслојавање) и др.

### Инвагинација и делови гаструле
При инвагинацији један део бластодерма на вегетативном полу се уврне (инвагинише) ка унутрашњости, ка бластоцелу при чему од једнослојне, лоптасте бластуле настане двослојна гаструла облика пехара (види горњу слику). 
Део бластодерма који се уврнуо ка бластоцелу постаје унутрашњи клицин листић (ендодерм), а део који се није померао остаје као спољашњи (ектодерм). Ектодерм и ендодерм су примарни клицини листови. Од њих настаје и трећи, секундарни клицин листић – мезодерм. Мезодерм је средишњи слој постављен између ектодерма и ендодерма. Клицини листићи облажу дупљу гаструле названу гастроцел (архентерон). Од гастроцела у даљем развићу настаје цревна дупља. Гастроцел комуницира са спољашњом средином преко отвора бластопора. Бластопор има облик прстена и од њега у даљем развићу могу да настану или усни или анални отвор. Према томе је извршена подела животиња на протостомије и деутеростомије.

## Образовање мезодерма
Код гмизаваца и птица жуманце спречава образовање отвореног бластопора па се код њих образује подручје названо примитивна трака. Код сисара се такође образује примитивна трака. Примитивна трака се образује у виду задебљања које се шири од задњег ка предњем делу ембриона. Целом дужином ове траке пружа се удубљење – примитивна бразда на чијем се крајњем делу (главеном делу ембриона) налази Хенсенов чвор.
Образовање мезодерма у вези је са бластопром односно примитивном траком. Код животиња са бластопором (нпр. водоземаца) мезодерм се образује миграцијом ћелија кроз бластопор. Те ћелије се смештају између ектодерма и ендодерма градећи мезодерм. Код гмизаваца, птица и сисара ћелије примитивне траке се крећу преко њених ивица и доспевају између примарних клициних листића, образујући на тај начин мезодерм.